# Sous-traitance en France
Vous pouvez aider à l'améliorer ou bien discuter des problèmes sur sa page de discussion.
- Le fond est à vérifier. Si vous venez d’apposer le bandeau, merci d’indiquer ici les points à vérifier. (Marqué depuis mars 2016)

Vous pouvez aider à l'améliorer ou bien discuter des problèmes sur sa page de discussion.
- Il ne cite pas suffisamment ses sources. Vous pouvez indiquer les passages à sourcer avec {{référence nécessaire}} ou {{Référence souhaitée}}, et inclure les références utiles en les liant aux notes de bas de page. (Marqué depuis janvier 2013)
- Il contient une ou plusieurs listes. Le texte gagnerait à être rédigé sous la forme d’un ou plusieurs paragraphes synthétiques, afin d’être plus agréable à lire. (Marqué depuis mars 2012)
- Il doit être recyclé. La réorganisation et la clarification du contenu sont nécessaires. (Marqué depuis mars 2016)

- Archive Wikiwix
- Bing
- Cairn
- DuckDuckGo
- E. Universalis
- Gallica
- Google
- G. Books
- G. News
- G. Scholar
- Persée
- Qwant
- (zh) Baidu
- (ru) Yandex
- (wd) trouver des œuvres sur Wikidata

Pour un article plus général, voir externalisation.
La sous-traitance est un contrat par lequel une entreprise fait réaliser par une autre, la sous-traitante, tout ou partie d'un service ou d'une fabrication. 

## Limites de la définition
Les définitions légales (loi de 1975), ou d'organismes de normalisation précisent qu'il y a sous-traitance quand l'entreprise cliente aurait pu réaliser le produit ou la prestation destinée au client, et confiés au sous-traitant. Certaines fournitures n'auraient pas de toutes façons été réalisées par l'entreprise cliente, et on parle alors de fournisseur (ou prestataire) (exemple: achat de clous pour un menuisier, ou achat de cahiers pour un organisme de formations). La tendance croissante à l'externalisation amène des entreprises à confier à des fournisseurs des activités qu'ils abandonnent partiellement ou totalement. De ce fait, la distinction entre sous-traitants et non sous-traitants peut-elle être difficile à établir. Dans le secteur automobile, par exemple, la plupart des fournisseurs sont appelés sous-traitants, alors même que l'entreprise cliente n'a plus aucune possibilité ou intention de réaliser le composant.
Cette distinction a son importance au moment de déterminer le régime juridique applicable, selon qu'il s'agisse ou non de sous-traitance au niveau légal.

## Typologie de la sous-traitance
Il existe plusieurs types de sous-traitance en regard de l'intention poursuivie par le donneur d'ordre :
1. Sous-traitance dite « de compétence (ou de formalité) » : une entreprise ne disposant pas du savoir-faire nécessaire pour fabriquer un produit ou le réaliser, en passe commande à une autre entreprise ;
2. Sous-traitance dite « de capacité » : une entreprise est dans l'incapacité de répondre, à un moment donné, à produire des commandes supplémentaires ;
3. Sous-traitance dite « stratégique » : une entreprise désire tester un marché avant de s'y lancer ou évaluer une entreprise avant de la racheter ;

ou en regard des modalités d'exécution du contrat de sous traitance, ainsi par exemple :
1. La sous-traitance « dans le cadre d'un marché » : une entreprise confie à une autre entreprise l'exécution d'un marché qu'elle a conclu avec un maître d'ouvrage. Cela met donc en relation le maître d'ouvrage, l'entreprise commanditaire, et le sous-traitant ;
2. La sous-traitance « en cascade » : c'est le cas des agences de sous-traitance ou de recrutement. Dans la filière automobile, cela désigne le fait qu'un sous-traitant dit de « niveau 1 » (ou de niveau 2) devient lui-même donneur d'ordre pour un sous-traitant de « niveau 2 » (ou de niveau 3).

## Considérations juridiques
En France, la sous-traitance est régie par la loi no 75-1334 du 31 décembre 1975 qui la définit comme « l'opération par laquelle un entrepreneur confie par un sous-traité, et sous sa responsabilité, à une autre personne appelée sous-traitant l'exécution de tout ou partie du contrat d'entreprise ou d'une partie du marché public conclu avec le maître de l'ouvrage » :
- l'entreprise cliente est la personne morale ou physique pour le compte de qui les travaux ou ouvrages sont exécutés. Elle est appelée maître d’ouvrage (abrégé en « MOA ») ;
- la personne physique ou morale, choisie par le maître d’ouvrage pour réaliser les travaux ou ouvrages, est appelé maître d’œuvre (abrégé en « MOE »), l’entrepreneur principal commanditaire ;
- enfin, celui qui va réellement concevoir les travaux est le sous-traitant.

La loi met en place des outils de protection des sous-traitants :
- tout d'abord, le paiement direct permet au sous-traitant de premier rang d'un marché public de contacter le maître d'ouvrage pour voir ses prestations payées ;
- l'action directe permet au sous-traitant impayé de s'adresser au maître d'ouvrage s'il a été agréé par ce dernier et que le maître d'ouvrage a accepté ses conditions de paiement ;
- l'entreprise générale doit mettre en place une caution ou une délégation de paiement en faveur du sous-traitant.

## Considérations économiques

### Avantages de la sous-traitance

#### Du point de vue du donneur d'ordre (celui qui sous-traite)
- Le partage des tâches permet au commanditaire de concentrer ses moyens sur les activités qu'il juge stratégiques. La complexité organisationnelle interne est réduite. L'entreprise cliente peut se passer de nombreuses personnes nécessaires à la réalisation du produit ou service acheté.
- L'entreprise commanditaire ne supporte que des charges variables. Elle évite ainsi d'élever son seuil de rentabilité. Elle n'a ni personnel à embaucher, ni matériel à acheter.
- Elle peut faire jouer la concurrence et baisser les prix. Certains taux horaires (de main-d'œuvre notamment) peuvent être beaucoup moins élevés, du fait de la délocalisation, de l'âge plus faible des personnels chez les sous-traitants, et d'avantages sociaux moindres que dans certains grands groupes).
- Certains prix de revient de produits ou services achetés sont plus faibles par la massification des productions par les sous-traitants. Ceux-ci, en travaillant pour plusieurs clients, peuvent disposer de moyens de productions plus importants, et réutiliser des investissements (études, outillages…)
- La souplesse est améliorée ; la sous-traitance permet de faire face aux pointes d'activité.
- La sous-traitance de spécialité donne accès à des technologies ou à des procédés qu'il serait difficile à l'entreprise de se procurer (il faudrait embaucher des spécialistes, assumer des charges de formation, etc.). Construire des automobiles et fabriquer des phares relève de savoir-faire différents, le constructeur d'automobiles s'adressera donc à un sous-traitant qui fabriquera les phares dont il a besoin selon les spécifications de son bureau d'études.
- Dans certains cas la sous-traitance est utilisée pour contourner les rigidités du Droit du travail, et faire pression sur les prestataires, placés dans des situations plus précaires que s'ils étaient salariés de l'entreprise commanditaire.

Certaines formes complexes de sous-traitance (impartition, entreprise en réseau) vont plus loin que la prise en charge de certaines activités. Elles visent à faire coopérer plusieurs entités indépendantes à la conception et la réalisation de projets que l'entreprise initiatrice n'a pas intérêt à, ou n'a pas la possibilité de, réaliser entièrement par elle-même.
Certains secteurs sont particulièrement utilisateurs de la sous-traitance, par exemple l'industrie automobile, le transport. Dans ce domaine, il est même de règle que les sous-traitants externalisent à leur tour et certaines entreprises ont pour objet d'être des fournisseurs de deuxième ou troisième rang.
Dans le domaine informatique, les entreprises de sous-traitance sont appelées des SSII (société de services en ingénierie informatique). Le sous-traitant possède une capacité de production disponible et/ou un savoir-faire particulier.

#### Du point de vue du sous-traitant
- Avoir un niveau de commandes assuré. Il y a une nette évolution dans ce domaine : les relations entre les commanditaires et les sous-traitants évoluent vers des rapports de partenariat fondés sur la confiance mutuelle. Le sous-traitant obtient des garanties et des contrats à plus long terme.
- Avoir des services mercatiques limités : pas de marque à promouvoir, peu de frais de publicité, pas besoin d'un service commercial étoffé, etc.
- Les services de conception peuvent souvent être limités car les produits sont conçus par le donneur d'ordres ou en collaboration avec lui. Souvent il bénéficie d'appuis techniques de la part de son commanditaire, et parfois même d'appuis financiers (auprès des banquiers).
- Au total, les services du sous-traitant étant moins diversifiés ses frais généraux sont moins élevés.
- Sa croissance est adossée à celle de grandes entreprises dynamiques.
- La Sous-traitance permet enfin de fidéliser la clientèle.

### Inconvénients de la sous-traitance

#### Pour les commanditaires
- Les commanditaires choisissent leurs sous-traitants selon des considérations de prix, de qualité et de délais. S'il est assez facile d'obtenir le respect des prix, il n'en est pas toujours de même en ce qui concerne la qualité et les délais. Pour éviter les risques, les commanditaires imposent souvent des inspections aux sous-traitants ou des certifications (du type ISO 9000).
- Le coût est parfois plus élevé que la production interne.
- Une forme de dépendance se crée. Le donneur d'ordres est obligé de livrer certaines données (des « secrets de fabrication », etc.) au sous-traitant qui pourra alors les utiliser avec d'autres partenaires ou à son propre profit. C'est ainsi que certains produits dont la fabrication avait été délocalisée, notamment en Asie, sont aujourd'hui concurrencés par ceux des anciens sous-traitants qui sont parfois devenus les leaders du marché.

Il y a également des éléments à prendre en compte qui freinent le recours à l'externalisation. Plus la méconnaissance de l'existence d'une offre d'externalisation est forte et plus les appréhensions sont élevées.
Voici par exemple ceux liés à la force de vente externalisée :

#### Limites pour les sous-traitants
- le sous-traitant est souvent dans une situation de dépendance technique et commerciale par rapport à son commanditaire ou son client ;
- il est en position de faiblesse car il subit la concurrence de ses confrères et celle du commanditaire lui-même qui peut toujours reprendre la production sous-traitée ;
- en cas de récession les sous-traitants sont souvent les premières victimes, car le commanditaire préfère reprendre les fabrications sous-traitées pour éviter les conflits avec son personnel ;
- l'entreprise sous-traitante doit s'adapter en permanence parce que les commanditaires changent de techniques, s'intègrent ou disparaissent. Avec la mondialisation de l'économie la sous-traitance devient internationale ;
- l'externalisation ne bénéficie pas toujours d'une image positive ;
- la peur de perte de maîtrise et des compétences au sein de l'entreprise ;
- le sentiment moins important d'appartenance projet et à l'entreprise de l'équipe externalisée par rapport à une équipe interne ;
- un manque de flexibilité et de crédibilité de la part du prestataire ou du client, comme des délais trop longs ;
- de faibles investissements qui engendrent peu d'innovation et peu de formation pour les employés sous traitant ;
- un manque d'information et de transparence et la possibilité de conflits d'intérêts ;
- la diminution de la masse salariale des employés (c'est notamment le cas de plusieurs lignes aériennes qui sous-traitent des taches de services au sol chez Swissport) ;
- la déresponsabilisation sur les procédures tant du fournisseur ou du client ce qui crée un climat de travail malsain ;
- la crainte d'une irréversibilité.

### Critique concernant des usages excessifs
La sous-traitance peut dans de nombreux cas fragiliser (socialement, psychologiquement, dans leur santé, et parfois économiquement) les travailleurs. Une étude de la DARES réalisée à partir de l’enquête COI 2006-2007 montre que les conditions de travail sont substantiellement moins bonnes dans les entreprises sous-traitantes que dans les autres :
- le travail y est plus contrôlé et plus normé, les salariés ont des horaires moins favorables (notamment plus de travail de nuit) et le rythme y est plus contraint ;
- le nombre d'accidents du travail y est plus élevé. Étant parfois moins informés de ces risques, ils y seraient alors même plus vulnérables ;
- enfin, l'ambiance de travail est jugée moins bonne et les salariés expriment une moins grande satisfaction du travail ;
- leur santé est moins suivie par la médecine du travail, et comme les travailleurs sont très mobiles, ils bénéficient encore moins que les autres d'un éventuel suivi médical à long terme ou épidémiologique.

À titre d'exemple, en France, la CGT Mines-Énergie (FNME-CGT] accuse encore en 2007 EDF de « s'ingénier à contourner la législation », via des achats de prestation, parallèles à des suppressions régulières de postes, et via sa politique vis-à-vis des sous-traitants… pour « ne pas maintenir dans leur emploi » une partie des 22 000 salariés sous-traitants qui, selon la CGT, subissent plus de 70 % des doses irradiantes dans les centrales nucléaires, étant moins protégé que les 20 000 agents d'EDF, dans 19 centrales nucléaires où ils interviennent, notamment pour les réparations et entretiens matériels. 

### Secteurs utilisant la sous-traitance

#### Le bâtiment
La sous-traitance occupe une grande importance dans les travaux publics et le bâtiment. En effet, le client doit généralement faire appel à la sous-traitance pour l'installation et la maintenance d'appareils électroniques.
En 1998, la sous-traitance dans le BTP se chiffrait à 95 milliards de francs (14,5 milliards d'euros) sur un total de 611 milliards de francs (soit 15,5 %) :
- 80 milliards de francs dans le bâtiment (84 %) ;
- 15 milliards de francs dans les travaux publics (16 %).